# 奇帕瓦戰役
奇帕瓦戰役（Battle of Chippawa。"Chippawa"又譯「齊巴華」、「齊佩瓦」不等）是1812年戰爭中的其中一場美軍與英軍間的戰役，發生於1814年7月5日的加拿大安大略。該戰役是美軍對上加拿大的攻勢的一部分，在這戰役前，入侵加拿大的美軍一直吃敗仗，而且國土開始遭受英加聯軍的反擊，這次戰役是美軍第一次以同等戰力對抗英軍並獲勝的戰役。

## 戰役背景
1814年7月，由於拿破崙在歐洲戰場上的失敗，以及英國從歐洲調來的增援部隊即將抵達，美國戰爭部長約翰·阿姆斯壯(John Armstrong)計畫在英軍部隊抵達之前，在加拿大戰場取得一次重大勝利。阿姆斯壯命令傑克·布朗少將(Jacob Brown)負責北方軍團的左翼戰場，並計畫讓民兵部隊渡過尼亞加拉河進行佯攻，然後讓布朗對英軍在安大略湖上的據點京士頓發動攻擊。不過，由於阿姆斯壯的命令並不明確，一支由溫菲爾德·史考特准將(Winfield Scott)所率領的正規軍部隊反而抵達了尼亞加拉河上的水牛城。另一方面，原本將協助主攻部隊的艾薩克·強西上校(Issac Chauncey)的艦隊，由於仍在等待船艦的完工，表示無法於七月中旬前對布朗提供支援，促使布朗改以尼亞加拉河方面的部隊為主攻部隊。
在水牛城裡，史考特推行了一系列的改革。他以1791年法國革命軍的軍訓指南為基礎，讓其部隊每天操練十個小時，同時撤換了沒有效率的軍官，整肅了軍紀並改善軍營環境衛生。這一系列的措施對戰力的提升有顯著的效果，特別是環境衛生的改善使士兵罹病的機率大為降低。儘管如此，史考特仍有一項未能完成的改革，那就是取得足夠的藍色軍服。雖然美軍對北方軍團運送了相當數量的軍服，但大多數都被送往其他單位，只有第21步兵團有足夠的軍服分配給士兵。儘管後來加倫德·爾灣將軍(Callender Irvine)湊足了2,000套軍服並送至水牛城，正規軍服用的藍色布料仍嚴重不足，因此布料不足的部分改以灰色布料代替。
史考特的部隊參與了布朗對伊利湖要塞的攻勢，並於7月3日攻陷了該座要塞。次日，在民兵軍官彼得·波特(Peter B. Porter)的部隊抵達後，史考特率領所部沿尼亞加拉河岸北進，遭遇並擊退了一支由湯瑪斯·皮爾森中校(Thomas Pearson)率領的英軍部隊，確保了河道上的可用橋樑。稍後，史考特發現了英軍在奇帕瓦河對岸的工事。在短戰的交火後，史考特下令撤退數里並紮營休息，準備於次日慶祝獨立紀念日；布朗的其他部隊則渡河向上游挺進。在奇帕瓦河的對岸，英軍的右翼戰場指揮官費尼亞·力歐少將(Phineas Riall)誤以為伊利湖要塞仍在英軍手裡，同時將史考特的正規軍誤認為民兵部隊。力歐於是決定讓其部隊渡過奇帕瓦河，準備擊退美軍並ik versta u niet
moi miejong moi

## 戰鬥過程
7月5日清晨，一小股英軍越過了奇帕瓦河，潛入美軍營地西方的樹林並對美軍前哨陣地射擊。當時史考特正在附近民房裡用早餐，而英軍這次襲擊差點使他成為階下囚。波特的部隊隨即奉命將英軍趕出樹林，但在追擊的過程遇上了英軍主力，只得連忙撤退。此時，史考特已率領二千多人的部隊離開營地，正面迎戰三千五百名聯軍，他的砲兵指揮官納森尼爾·朵森上尉(Nathaniel Towson)與三門12磅火砲則部署在附近的小徑上，對前進中的美軍步兵提供炮火掩護。英軍雖然也有兩門24磅火砲與一門5.5吋榴砲，但因為裝載火藥砲彈的馬車在交火之初便被擊毀，使得英軍砲兵幾乎沒有反擊能力。
於此同時，史考特以第25團在左翼，第九與第11團在中央，以及第22團與朵森的砲兵隊在右翼，並讓部隊排成線式陣型組成美軍的戰線。
力歐起初不以為然，以為美軍的主力是由著灰色軍服的民兵組成，而英軍傳統上認為美國民兵戰鬥力極低，因此估計美軍戰線在短暫的交火後就會崩潰，於是草率的下令英軍大砲開火攻擊，同時要1,500名軍人草率推進，以為美國人會即時匆忙逃跑。但是一段時間的交火後，力歐看到美軍陣線仍然十分穩固，沒有動搖的跡象，且已經準備反擊，才發現自己錯估了眼前美軍的戰鬥力。根據史考特所述，力歐當時曾驚訝的說道：「天啊！他們都是正規軍！」("Those are regulars, by God!")
英軍以第一皇家步兵團與第100步兵團為先鋒，第八國王步兵團的第一營殿後，對美軍發起了一次非常笨拙且混亂的攻擊。力歐棄縱隊陣型不用而將部隊排成線式陣型，使得英軍的行進速度相當緩慢，而戰場高低不平的地形更是讓英軍的情形雪上加霜。更糟糕的是，線式陣型唯一的優勢就是正面火力較強，而力歐卻指示英軍在進行一次齊射後，便對美軍發起刺刀衝鋒，將英軍的火力優勢完全棄之不用。正當英軍第一與第100團的950名士兵掙扎著向前推進時，英軍砲兵停止了射擊以避免誤擊友軍，由於推進太倉促，英軍的陣線開始亂七八糟，使史考特可以趁機痛擊敵人，美軍砲兵趁機改射人員殺傷彈，帶給英軍極大的傷亡。當兩軍距離只剩100碼時，史考特下令兩翼的美軍向前移動，形成一個U字型的包圍，並開火攻擊聯軍的正面和側翼，讓英軍陷入交叉火網，然後英勇地向敵軍推進，大敗聯軍。
約莫25分鐘的激烈交火後，英軍在美軍未追擊的情況下有秩序的撤退了。雖然最後美軍始終穿不過英軍隆隆的炮火，但他們到底於奇帕瓦以1,300人的兵力擊倒了敵軍的1,500人，他們當天推進時亦因此而被譽為“如同上帝的軍隊”。英軍損失極為慘重，舉例來說，中央的第100步兵團只剩下「一個上尉、三個下級軍官、以及250名還能作戰的士兵」；力歐本人倖免於難，美軍狙擊手只在他的大衣上留下彈孔。儘管如此，二十世紀的歷史學者認為英軍將許多被俘的士兵列入陣亡名單，並表示名單上136名陣亡的正規軍士兵裡，只有74人真的陣亡了。英軍整體損失應為74名正規軍士兵、18名加拿大民兵、以及16名印地安戰士；另一方面，299名英軍士兵、16名民兵與數量不明的印地安戰士負傷，其中75名士兵是在負傷的情況下被俘；九名士兵、一名管理印地安戰士的英國軍官、以及五名戰士則是在未負傷的情況下被俘。另外，九名正規軍士兵與九名民兵成為了逃兵。有趣的是，第一團的第一營在名單上是列為蘇格蘭部隊，但41名陣亡士兵中，有22人被列為愛爾蘭籍、10人為英格蘭籍，只有八人是蘇格蘭籍；另外一人的國籍欄上只寫著「軍隊」。

## 歷史影響
美國西點軍校的軍校生軍服是以灰色為主色，不少傳聞指出其主因是為了紀念史考特與其麾下部隊在奇帕瓦的勝利。該校於1816年曾表示是因為相較於藍色布料，灰色布料價格相當低且耐磨損，因此而採用灰色作為軍服主色。
另外，力歐將軍於戰鬥中的驚呼「這是正規軍！」("Regulars by God!")已成為美軍所有步兵團非正式的格言；第一支採用該格言的是美軍第六步兵團。